# Henk van der Grift
Hendrik „Henk“ van der Grift (* 25. prosince 1935 Breukelen) je bývalý nizozemský rychlobruslař.
Na nizozemských šampionátech startoval od roku 1955, na mezinárodní scéně se poprvé představil v roce 1960. Zúčastnil se Zimních olympijských her 1960 (500 m – 10. místo, 1500 m – nenastoupil ke startu). Největších úspěchů dosáhl v následujících sezónách. Na Mistrovství Evropy 1961 získal stříbro, na Mistrovství světa 1961 vybojoval zlatou medaili a na MS 1962 si dobruslil pro stříbro. Poslední závody absolvoval v roce 1964.
V roce 1961 získal cenu Oscara Mathisena.